# Retinoblastom
Retinoblastom je brzo napredujući tumor koji se razvija u stanicama mrežnice. U razvijenim zemljama, retinoblastom ima jednu od najvećih stopa izlječivosti od svih malignih tumora dječje dobi (95 – 98 %), ako je pronađen na vrijeme.
Postoje dva oblika bolesti; genetski nasljedni oblik i negenetski, nenasljedni oblik. Približno 55 % djece koja boluju od retinoblastoma imaju negenetski, nenasljedni oblik. Ako ne postoji povijest bolesti unutar obitelji, bolest se označava  "sporadičnom" ali to ne isključuje da se ne radi nužno o negenetskom obliku. U oko dvije trećine slučajeva, samo je jedno oko pogođeno (jednostrani retinoblastom); u jednoj trećini, tumori se razvijaju u oba oka (obostrani retinoblastom). Broj i veličina tumora na svakom oku može varirati. Položaj, veličina i kvantiteta tumora se proučava pri odabiru načina liječenja.

## Znakovi i simptomi
Najčešći i najočigledniji sipmptom je abnormalan izgled zjenice. U zdravom oku, zjenica može izgledati crveno kada smo uslikani na fotografiji gdje je korištena bljeskalica,  dok naprotiv na oboljelom oku, zjenica može biti bijela ili žuta (leukokorija). Žućkast izgled zjenice također može biti vidljiv pri slabijem umjetnom svjetlu i može nalikovati oku mačke.
Ostali manje učestali simptomi su: pogoršanje vida, crveno i nadraženo oko, zaostajući rast ili odgođen razvoj. Kod neke djece može se razviti škiljavost, koje se često naziva "razrokost" (gledanje u križ) (strabizam).
Ako se primijeti bilo koji od ovih simptoma ili postoji razlog za zabrinutost, treba se posjetiti obiteljskog liječnika ili specijalista pedijatrije. Ako je bijela refleksija oka uhvaćena na fotografiji, fotografiju se treba uzeti sa sobom kod liječnika opće prakse ili specijalista pedijatrije. Ovisno o položaju tumora, mogao bi biti vidljiv kroz zjenicu kada se pogleda oftalmoskopom. Pozitivna dijagnoza se obično dobije pregledom pod anestezijom (EUA).
Refleksija bijelog oka nije uvijek pozitivna indikacija retinoblastoma i može biti prouzrokovana lošom refleksijom svjetla ili drugim uvjetima kao što je Coatsova bolest (eksudativni retinitis).

## Uzroci
U djece s genetskim nasljeđenim oblikom retinoblastoma postoji greška na kromosomu 13, koji se zove još RB1 gen. Genetski kod pronađen u kromosomima kontrolira put u kojima stanice rastu i razvijaju se unutar tijela. Ako dio koda nedostaje ili je promijenjen (mutacije) može se razviti tumor. Promijenjeni RB1 gen može biti nasljeđen od bilo kojeg roditelja, ali u neke djece, mutacije se mogu pojaviti u ranim fazama fetalnog života bez prethodno nasljeđenog defektnog gena. Nije poznato što uzrokuje genetske abnormalnosti; najvjerojatnije je riječ o slučajnoj pogrešci tijekom prepisivanja za vrijeme podjele stanica.

## Liječenje
Povijesni pregled pokazuje nam Gordona Isaacsa, prvog pacijenta liječenog s linearnim akceleratorom (terapija zračenjem) za retinoblastom 1957. god. Gordonovo desno oko je odstranjeno 11. siječnja 1957. zato što se tumor proširio. Njegovo lijevo oko, međutim, je imalo lokalizirani tumor koje je potaknulo Henryja Kaplana (liječnik) da pokuša to liječiti s elektronskom zrakom. (to je ono gdje je slika)
Liječenje retinoblastoma varira od zemlje do zemlje. Prvi prioritet je očuvanje života djeteta, zatim očuvanje vida i treće, smanjenje komplikacija ili nuspojava liječenja. Točan tijek liječenja ovisit će o pojedinom slučaju i bit će odlučen od strane oftalmologa u konzultaciji s pedijatrijskim onkologom. Opcije za liječenje uključuju: kemoterapiju, krioterapiju, radioaktivne plakove, lasersku terapiju, radioterapiju vanjskom zrakom i kirurgiju. Bilo koji od ovh načina liječenja može biti prihvaćen.

## Epidemiologija
Retinoblastom je rijetka bolest, sa stopom incidencije od 1/20 000 u cijelome svijetu. U Velikoj Britaniji svake godine se dijagnosticira oko 40 do 50 novih slučajeva. U većine djece bolest se dijagnosticira prije pete godine života. U Velikoj Britaniji bilateralni slučajevi se obično prezentiraju unutar prve godine s prosječnom dijagnostičkom dobi od 9 mjeseci. Kod unilateralnih slučajeva dijagnoza se postavlja između 24. i 30. mjeseca života.

## Društveni kontekst
Pomoć preživljelima od retinoblastoma i obiteljima djece s tom bolesti je dostupna u mnogim zemljama. Slijedi popis nekih dobrotvornih organizacija koje su tu da bi pomogle:

### Globalno

#### Daisy’s Eye Cancer Fund
"Globalni odgovor na retinoblastom dječje dobi" "Daisy's Eye Cancer Fund" je ustanova registrirana u Engleskoj, unutar SickKids (humanitarna zaklada od bolnice u Torontu za bolesnu djecu). Daisy’s Eye Cancer Fund je u svijetu jedina retinoblastomska zaklada koja ima globalni pristup potrebama djece oboljelima od toga tumora. S posebnim naglaskom na zemlje u razvoju, oni su se obvezali pomoći svoj djeci s dijagnozom te bolesti. Njihov cilj je potaknuti razvoj održivih, na lokalnoj razini provedivih dijagnoza i programa liječenja u slabije razvijenim regijama svijeta, tako da jednog dana uskoro, nijedno dijete neće biti suočeno sa smrću od potpuno izlječivog tumora, zbog pomanjkanja svjesnosti i financija. Daisy's Fund je nazvana u čast djevojci iz Devona u Engleskoj i vođen sjećanjem na još jednu djevojčicu iz Afrike koja je oboljela od iste bolesti.

### Velika Britanija

#### The Childhood Eye Cancer Trust(CHECT)
Ustanova za obitelji i pojedince oboljele od retinoblastoma. Pružaju podršku i informacije, financiraju istraživanja i rade na podizanju svijesti ove rijetke vrste tumora.

### Francuska

#### Retinostop
Retinostop je humanitarna udruga koja podupire obitelji, posreduje susrete roditelja, podupire istraživanja i opremanje centara za liječenje. Oni promiču rane dijagnoze među zdravstvenim djelatnicima i državnim službenicima. Oni su izradili brošuru za djecu o djevojci Mirabelle i njenoj mački Tino, kojima su bile potrebne umjetne oči, koje su im oni omogućili.

### SAD

#### Eye Cancer Network
Očna onkologija; bolesti, liječenje i istraživanja. Obrazovna stranica na internetu o dijagnozama i liječenju tumora oka. Pronalazi liječnike za tumore oka, informacije i podršku (za pacijente s tumorom oka i njihove obitelji). Američka internetska stranica, podržana od strane The Eye Care Foundation, koja se bavi svim oblicima tumora oka i ima poveznicu za retinoblastom na naslovnoj stranici. Informacije su poučne i lako dostupne; te je zanimljivo pogledati i usporediti retinoblastom s ostalim tumorima.       

#### Retinoblastoma International(RBI)
"Suzbijanje dječjeg očnog tumora" RBI je neprofitna organizacija osnovana u LA-u 1998. god., i od tada angažirano podržava obrazovanje, kliničku njegu, istraživanja, ranu dijagnozu i podizanje svijesti.  Godine 2000.  RBI je potpomogao usvajanju zakona California Assembly Bill 2185, AB2185 koji promovira rane i točne očne preglede za dojenčad, za otkrivanje prisutnosti tumora i ostalih očnih problema.

#### Retinoblastoma.com
Napisao Dr. David H. Abramson, (sada šef Očne Onkologije) u spomen  Sloan-Kettering Cancer Center (MSKCC) u New Yorku. On pokreće najveće programe za djecu s retinoblastomom u SAD-u. Prije nekoliko godina Dr. Abramson je sastavio ovu stranicu koja opisuje retinoblastom, svoje programe i neke od dostupnih edukativnih izvora oboljelima od retinoblastoma.

### Kanada

#### The Canadian Retinoblastoma Society(CRBS)
CRBS je humanitarna organizacija koja podržava Kanađane oboljele od retinoblastoma. Također se radi na podizanju svijesti kroz edukaciju, i omogućava još i savjetodavne usluge.